# Клан Андерсон
Андерсон — один из кланов горных районов Шотландии.
Фамилия Андерсон, означающая «сын Эндрю», широко распространена в Шотландии (святой Андрей — покровитель страны), хотя также встречается и в Европе, особенно в Скандинавии. В Хайленде более известна форма Макэндрю, и это семейство, как полагают, связано с кланом Анриас, ветвью клана Росс, который в свою очередь с начала XV века связан с федерацией кланов Хаттан. В рукописи Кинрара утверждается, что Макэндрю прибыли в Баденох из Мойдарта приблизительно в 1400 году. Первое упоминание об этом семействе появляется в 1296 году, когда Дэвид ле Фиц-Андреу, горожанин из Пиблса, и Дункан Фиц-Андреу из Дамфриса были среди тех, кто принес вассальную присягу Эдуарду I.
Одним из известных членов семейства был Джон Макэндрю из Далнахатниха — Ian Beg Macandrea — Маленький Джон Макэндрю, который наводил ужас на своих врагов. Семейство, однако, было более известно интеллектуальными достижениями его членов. Александр Андерсон из Абердина стал известен в Европе как блестящий математик, когда между 1612 и 1619 годами в Париже издал свои труды по геометрии и алгебре. Его двоюродный брат Дэвид Андерсон из Финшога также имел математический склад ума, а его самое известное достижение помогло изобрести метод ликвидации большой скалы, которая блокировала вход в Абердинскую гавань. Семейный талант передался внуку, Джеймсу Грегори, изобретателю нового телескопа. К другому поколению принадлежал Джеймс Андерсон (1739—1808), который в своей статье про муссоны, написанной для первого издания «Энциклопедии Британника», с замечательной точностью предсказал открытия, сделанные позже капитаном Куком в его экспедициях.
Основные семейства Андерсонов — Андерсоны из Доухилла, из Западного Ардбрека в Банфшире и из Кандакрэйга в Стратдоне. В XVI веке Андерсону из Андерсона был пожалован герб, однако его семейство не считалось главным, и поэтому главная ветвь семейства — Андерсоны из Ардбрека.
Многие семейства разного происхождения имеют фамилию Андерсон. Также Андерсоны — англоязычный вариант фамилии Гиллэндрейс (Макгилландрейс), которая происходит от старого гэльского названия служителей аббатства Сент-Эндрюс. Клан Росс иногда называют клан Эйндреа, а фамилия Гиллэндерс часто связывается с Россом и упоминается в ранних источниках, согласно которым она происходит от Макинтоша-т-Сагэрт Ферхара, наследственного аббата Аплкросса.